# Liste der Landschaftsschutzgebiete im Kreis Ostholstein
Liste der Landschaftsschutzgebiete im Kreis Ostholstein in Schleswig-Holstein
| Bild | Nummer   | Bezeichnung des Gebietes                                     | Fläche in Hektar | WDPA-ID   | Koordinaten | Gemeinde(n) | Datum der Verordnung | Fundstelle                                |
| ---- | -------- | ------------------------------------------------------------ | ---------------- | --------- | ----------- | --- | -------------------- | ----------------------------------------- |
|      | 55-OH-01 | Seegalendorfer Gehölz                                        | 10,31            | 324519    | Position    | Gremersdorf | 2. Oktober 1941      | Reg.Amtsbl. S. 189                        |
|      | 55-OH-02 | Hügel mit Bäumen und Gebüsch                                 | 0,12             | 321801    | Position    | | 1942                 |                                           |
|      | 55-OH-03 | Hügel mit Eichen                                             | 0,08             | 321799    | Position    | | 1942                 |                                           |
|      | 55-OH-04 | Hügel mit 3 Eichen                                           | 0,07             | 321798    | Position    | | 1942                 |                                           |
|      | 55-OH-05 | Hügel mit Bäumen und Gebüsch                                 | 0,09             | 321800    | Position    | | 1942                 |                                           |
|      | 55-OH-06 | Hügel mit Bäumen und Gebüsch                                 | 0,09             | 321799    | Position    | | 1942                 |                                           |
|      | 55-OH-07 | Gömnitzer Berg                                               | 14,7             | 321126    | Position    | Süsel | 7. Oktober 1954      | Amtsblatt S-H, S. 290                     |
|      | 55-OH-08 | Grellberg                                                    | 10,31            | 321155    | Position    | Ratekau | 7. Oktober 1954      | Amtsblatt S-H, AAz S. 289                 |
|      | 55-OH-09 | Bischofs-See                                                 | 182,27           | 319958    | Position    | Bosau | 7. Oktober 1954      | Amtsblatt S-H, AAz S. 289 Verordnungstext |
|      | 55-OH-10 | 2 Alleen Gemarkung Testorf und Meischenstorf                 | 12,47            | 555550064 | Position    | | 1955                 |                                           |
|      | 55-OH-11 | Klostergelände in Cismar                                     | 6,28             | 555550976 | Position    | Grömitz | 4. Januar 1955       | Amtsblatt S-H, AAz S. 81                  |
|      | 55-OH-12 | Kirchengelände in Neukirchen                                 | 0,44             | 555550977 | Position    | Neukirchen | 4. Januar 1955       | Amtsblatt S-H, AAz S. 81                  |
|      | 55-OH-13 | Grömitzer Heide (Schafweide)                                 | 7,97             | 555550978 | Position    | Grömitz | 1. September 1955    | Amtsblatt S-H, AAz S. 219                 |
|      | 55-OH-15 | Schwartauer Waldungen                                        | 483,97           | 555550979 | Position    | Bad Schwartau, Ratekau | 15. August 1956      | Amtsblatt S-H, AAz S. 165 Verordnungstext |
|      | 55-OH-16 | Röbeler Gehege und Grabhügel im Gehege Schatthagen           | 60,24            | 555550065 | Position    | Süsel | 8. Oktober 1959      | Amtsblatt S-H, AAz S. 254                 |
|      | 55-OH-17 | Tallandschaft der Schwartau nördlich Alt-Techau              | 207,25           | 555550980 | Position    | Ratekau, Gleschendorf | 9. Juni 1960         | Amtsblatt S-H, AAz S. 135 Verordnungstext |
|      | 55-OH-18 | Hemmelsdorfer See und Umgebung                               | 953,39           | 555550981 | Position    | Timmendorfer Strand, Ratekau | 23. März 1961        | Amtsblatt S-H, AAz S. 105 Verordnungstext |
|      | 55-OH-19 | Alleen und Baumreihen                                        | 111,87           | 555550982 | Position    | | 1961                 |                                           |
|      | 55-OH-20 | Holsteinische Schweiz                                        | 9578,86          | 555550983 | Position    | Malente, Eutin, Bosau, Süsel | 10. Juni 1965        | Amtsblatt S-H, AAz S. 137 Verordnungstext |
|      | 55-OH-21 | Nordküste von Großenbrode                                    | 168,35           | 555550984 | Position    | Großenbrode | 8. Januar 1969       | Amtsblatt S-H, AAz S. 23 Verordnungstext  |
|      | 55-OH-22 | Küsten von Johannistal und Heiligenhafen einschl. Salzwiesen | 734,29           | 555550985 | Position    | Heiligenhafen, Gremersdorf | 8. Januar 1969       | Amtsblatt S-H, AAz S. 23 Verordnungstext  |
|      | 55-OH-23 | Dahmer Moor                                                  | 49,87            | 555550986 | Position    | Dahme | 8. Januar 1969       | Amtsblatt S-H, AAz S. 23 Verordnungstext  |
|      | 55-OH-24 | Insel Fehmarn                                                | 1533,41          | 555550987 | Position    | Petersdorf, Dänschendorf, Landkirchen, Bannesdorf, Meeschendorf Am 1. Januar 2003 fusionierten alle Gemeinden auf der Insel zur „Stadt Fehmarn“ | 23. Juni 1971        | Amtsblatt S-H, AAz S. 143 Verordnungstext |
|      | 55-OH-25 | Clever-Au-Tal und Rocksholz                                  | 308,04           | 555550988 | Position    | Bad Schwartau, Stockelsdorf | 20. März 1991        | Kreisverordnung Verordnungstext           |
|      | 55-OH-26 | Pönitzer Seenplatte und Haffwiesen                           | 2152,00          | 555550989 | Position    | Ratekau, Scharbeutz, Süsel | 26. Februar 2003     | Kreisverordnung Verordnungstext           |

Anmerkung
1. ↑  Die Koordinaten entsprechen dem Mittelpunkt eines Rechtecks, das die Grenzen des Landschaftsschutzgebietes einrahmt. Aufgrund der Form eines Areals können sie auch außerhalb des eigentlichen Gebietes liegen. Die Tabellenspalte WDPA-ID gibt die genauen Grenzen an.